# Seo Hyun-sook
Seo Hyun-sook (tiếng Hàn Quốc: 서현숙; sinh ngày 6 tháng 1 năm 1992) là một cầu thủ bóng đá hàn quốc thi đấu cho Seoul WFC với tư cách là một hậu vệ. Cô là cầu thủ của Đội tuyển quốc gia nữ Hàn Quốc.